# Las célticas
Las célticas (Les Celtiques, en francés) es un álbum de 1971 de la serie del personaje de Hugo Pratt Corto Maltés. Reúne seis historietas.

## Historias

### L'Ange à la fenêtre d'OrientySous le drapeau de l'argent
Las dos primeras historias transcurren en una Venecia bajo las bombas austríacas, donde Corto ha llegado para buscar en un monasterio franciscano un pergamino del que le han hablado en sus aventuras en la selva amazónica. 

### Concierto en do menor para arpa y nitroglicerina (Concert en O mineur pour harpe et nitroglycérine)
En la siguiente historia, Corto está en Irlanda, donde los llamados en la historia «auxiliares», también conocidos como Black and Tans, están en enfrentamientos con el Sinn Fein. Al comenzar, una mujer lanza contra un camión de los Black and Tans una granada que explota y mata a todos los soldados menos a uno, que desenfunda la pistola, pero la mujer dispara y lo mata. Corto Maltés distrae a los guardias mientras huyen. La mujer se llama Banshee, y era la esposa de Patt Finnucan, que fue muerto por el mayor O´Sullivan, que había descubierto que era un traidor. O' Sullivan es muerto por el coronel King al descubrir que era él quien pasaba la información a los revolucionarios, aunque todos le toman por malvado. Corto Maltés irrumpe en el cuartel con el traje de un sargento al que ha matado, y los mata a todos, pone dinamita y vuela el cuartel por los aires. Luego le pregunta a la chica si quiere acompañarlo en sus viajes, pero ella se niega diciendo que no quiere darle mala suerte como les dio a sus dos maridos.

### El sueño de una mañana de invierno (Songe d'un matin d'hiver)
Un sueño de Corto en la Llanura de Salisbury.

### Vinos de Borgoña y rosas de la Picardía (Côtes de Nuits et roses de Picardie)
Se cuenta la historia del Barón Rojo, aviador alemán que lucha contra los soldados británicos.

### En el tinglado de la antigua farsa (Burlesque entre Zuydcoote et Bray-Dunes)
La última historia del álbum empieza con un concierto al que asisten soldados estadounidenses. Al terminar, Caín, personaje que sale por primera vez en La balada del mar salado, es acusado de intentar asesinar a De Trecesson, pero al final se descubre que no ha sido él.

## Otros medios
Las célticas fue adaptada en 2003 como una de cuatro películas para televisión producidas por Canal+ de Francia.